# Srednji Lipovac
Srednji Lipovac je naseljeno mjesto u Republici Hrvatskoj u općini Nova Kapela u Brodsko-posavskoj županiji. U Srednjem Lipovcu se nalazi gotička crkvica sv. Luke.

## Zemljopis
Srednji Lipovac se nalazi na cesti između Nove Kapele i Požege ceste ide preko Požeške gore. Susjedna naselja su Crkveni Vrhovci na sjeveru, Gornji Lipovac na istoku i Donji Lipovac na jugu.

## Stanovništvo
Prema popisu stanovništva iz 2011. godine Srednji Lipovac je imao 302 stanovnika. 
| broj stanovnika | 463   | 489   | 490   | 558   | 556   | 676   | 642   | 698   | 790   | 784   | 788   | 758   | 594   | 487   | 407   | 302   | 213   |
|                 | 1857. | 1869. | 1880. | 1890. | 1900. | 1910. | 1921. | 1931. | 1948. | 1953. | 1961. | 1971. | 1981. | 1991. | 2001. | 2011. | 2021. |

## Šport
- NK Krečar Srednji Lipovac osnovan je 1977. godine. Trenutačno se natječe u 2. ŽNL - zapad Brodsko - posavske županije.